# Trần Xil
Võ sư Trần Xil sinh năm {1930 - 1991} (Xiêm Cán- Bạc Liêu) là một võ sư người Việt gốc Khmer. Trần Xil từng lập võ đường Trần Xil trong Lữ đoàn Nhảy dù của Quân lực Việt Nam Cộng hòa. Ông đã đào tạo được nhiều võ sĩ tài giỏi, như: Trần Mạnh Hiền, Trần Bạch Hoa... Ông và các võ sư: Hồ Văn Lành, Xuân Bình và Lý Huỳnh được Tổng Nha Thanh Niên (thuộc Bộ Văn hóa Giáo dục và Thành Niên của Việt Nam Cộng hòa) tặng bằng danh dự về thành tích "đào tạo nhiều võ sĩ ưu tú cho làng đấm Việt Nam", và từ đó bốn vị võ sư này đã được giới võ Sài Gòn mệnh danh là "Tứ Tú" (bốn ngôi sao sáng), nối tiếp con đường khôi phục và phát huy truyền thống võ thuật của người Việt mà "Tam Nhựt" (Hàn Bái, Ba Cát, Bảy Mùa) và "Tam Nguyệt" (Trương Thanh Đăng, Quách Văn Kế, Vũ Bá Oai) đã làm trước đó.